# Giao thông Philippines
Giao thông vận tải tại Philippines tương đối kém phát triển, một phần là do địa lý nước này bao gồm các khu vực miền núi và đảo rải rác, và một phần là do đầu tư ít ỏi kéo dài của chính phủ vào cơ sở hạ tầng quốc gia. Tuy nhiên trong những năm gần đây chính phủ Philippines đã đẩy mạnh cải thiện hệ thống giao thông trong cả nước thông qua các dự án khác nhau.
Jeepney là hình thức phổ biến nhất của giao thông công cộng của Philippines, chúng cũng đã trở thành một biểu tượng phổ biến của văn hóa Philippines. Một hình thức phổ biến khác của giao thông công cộng trong nước là xe ba bánh có động cơ; chúng rất phổ biến ở các khu vực nông thôn. Xe lửa cũng đang trở thành một hình thức phổ biến của giao thông công cộng trong nước đặc biệt là ở đô thị Manila đông đúc. Philippines có ba mạng lưới đường sắt chính: Manila Light Rail Transit System bao gồm các hệ thống đường sắt Metro Transit LRT-1 và LRT-2; Manila Metro Rail Transit System gồm tàu điện ngầm MRT-3 chỉ phục vụ vùng đô thị Manila và đường sắt quốc gia Philippine phục vụ Manila và một phần Luzon.Taxi và xe buýt cũng là các phương thức quan trọng của giao thông công cộng tại các khu vực đô thị.
Philippines có 12 sân bay quốc tế, và có hơn 20 sân bay nội địa lớn và nhỏ phục vụ nhu cầu trong nước. Sân bay quốc tế Ninoy Aquino là cửa ngõ quốc tế chính đến Philippines.

## Giao thông vận tải đường bộ

### Đường sá
Philippines có 199.950 km (124.240 dặm) đường giao thông, trong đó 39.590 km (24.600 dặm) được trải nhựa. Tính đến năm 2004, tổng chiều dài mạng lưới đường không thu phí đã được báo cáo là 202.860 km, với phân bố như sau:
- Quốc lộ - 15%
- Tỉnh lộ - 13%
- Đường đô thị - 12%
- Đường barangay - 60%

Trong năm 1940, có 22.970 km (14.270 dặm) đường bộ trong cả nước, một nửa trong số đó là ở miền trung và miền nam Luzon. Các tuyến đường phục vụ 50.000 xe.

### Xa lộ

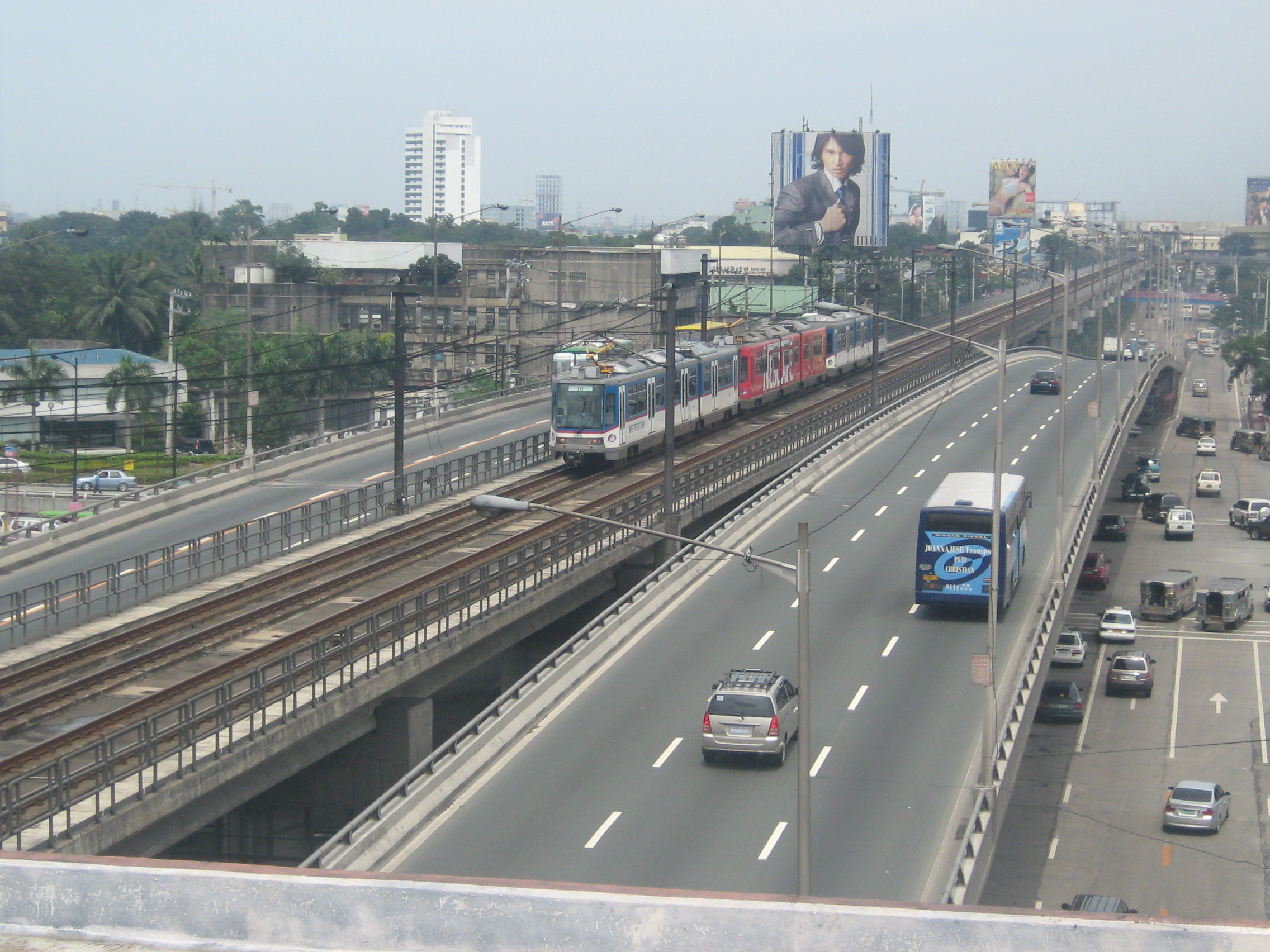
Đại lộ Epifanio de los Santos

Xa lộ ở Philippines bao gồm các đường giao thông có thể được phân thành sáu nhóm: hệ thống xa lộ Maharlika, các tuyến đường cao tốc, xa lộ nội vùng, xa lộ nội tỉnh, trục giao thông vùng đô thị Manila, hệ thống xa lộ Pan-Philippine cùng mạng lưới đại lộ và đường chính ở các thành phố hạng hai và đô thị vệ tinh.
Hệ thống xa lộ Pan-Philippine là một mạng lưới đường giao thông, cầu, và dịch vụ phà dài 3.517 km (2.185 dặm) nối các đảo Luzon, Samar, Leyte, và Mindanao, đóng vai trò như tuyến giao thông huyết mạch của Philippines. Trạm cuối phía bắc của tuyến đường này ở Laoag, và trạm cuối phía nam là thành phố Zamboanga.

### Đường cao tốc
Philippines có nhiều đường cao tốc và hầu hết trong số chúng đều nằm ở hòn đảo chính Luzon. Các hệ thống cao tốc đầu tiên là đường cao tốc North Luzon hay trước đây có tên là đường North Diversion Road, và đường cao tốc South Luzon, với tên cũ là South Super Highway. Cả hai được xây dựng vào năm 1970, dưới thời Tổng thống Ferdinand Marcos.

### Đường sắt
Giao thông vận tải đường sắt ở Philippines bao gồm các dịch vụ cung cấp bởi ba hệ thống vận chuyển nhanh và tuyến đường sắt công cộng Manila Light Rail Transit System (LRT-1 and LRT-2), Manila Metro Rail Transit System (MRT-3) và PNR Metro South Commuter Line.
The Manila Light Rail Transit System, viết tắt LRTA system, là một hệ thống tàu điện ngầm phục vụ vùng đô thị Manila, đây là hệ thống tàu điện ngầm đầu tiên ở Đông Nam Á. Hệ thống phục vụ tổng cộng 928.000 hành khách mỗi ngày trong năm 2012. Nó có 31 trạm dọc trên 31 km đường (19 dặm) chủ yếu là đường ray nổi trên mặt đất: tuyến đầu tiên LRT Line 1 (LRT-1), và tuyến hiện đại hơn LRT Line 2 (LRT-2) đi qua các thành phố Caloocan, Manila, Marikina, Pasay, San Juan và Quezon. Ngoài hệ thống LRTA, Metro Rail Transit System Manila hoặc hệ thống MRTC cũng phục vụ vùng đô thị Manila. Hệ thống này nằm dọc theo Epifanio de los Santos Avenue (EDSA), một trong những đường phố chính của vùng đô thị Manila. Nó có 13 trạm dọc 16,95 km đường tạo thành một trục duy nhất MRT Line 3 (MRT-3) đi qua các thành phố Makati, Mandaluyong, Pasay và Quezon City. Một số trạm của hệ thống đã được trang bị thêm với thang cuốn và thang máy để đi lại dễ dàng hơn, và số lượng khách đi xe đã tăng lên. Đến năm 2004 MRT-3 phục vụ nhiều hành khách nhất, với 400.000 hành khách mỗi ngày.

## Giao thông đường thủy

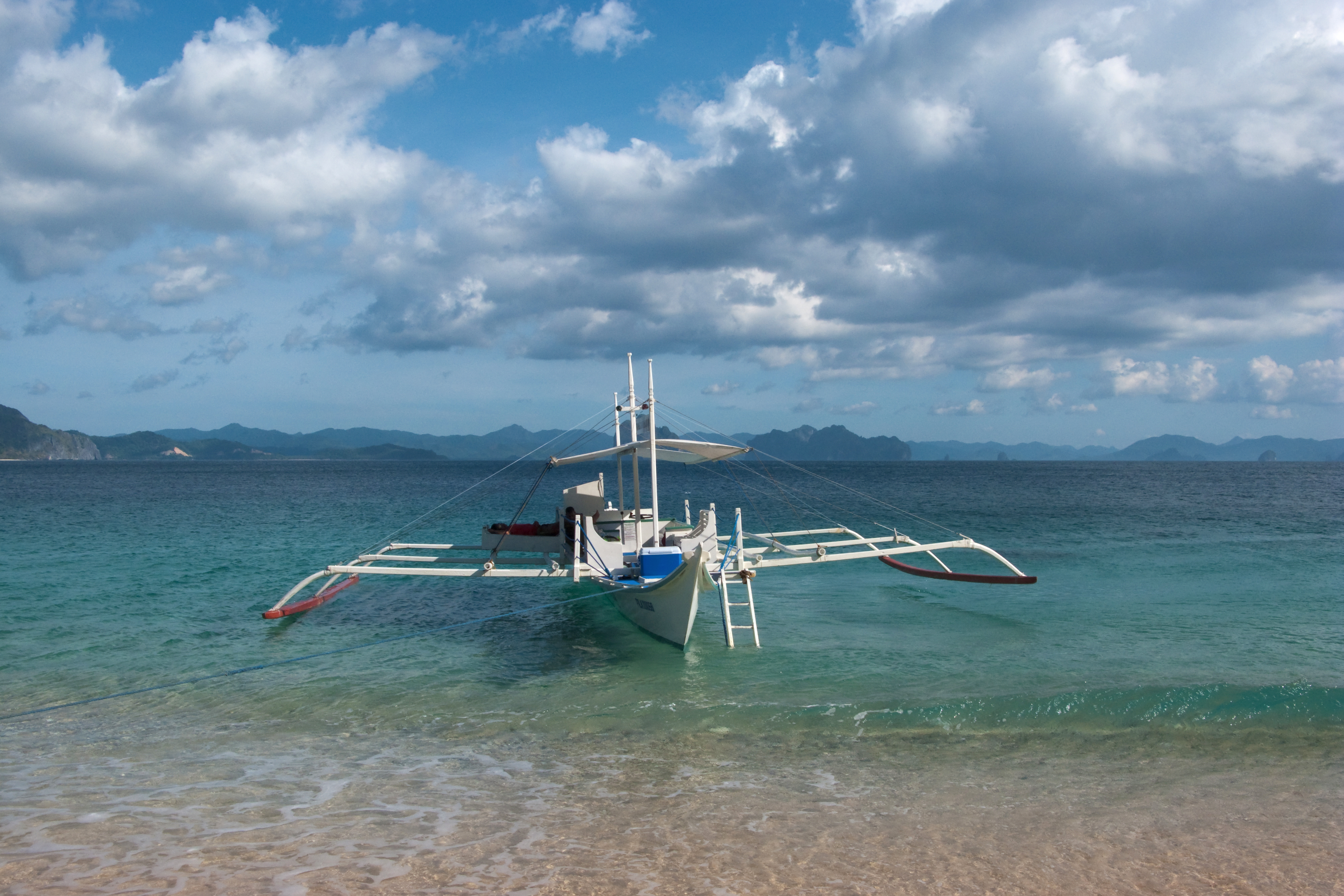
Một chiếc thuyền vào lúc hoàng hôn tại Palawan.

### Đường thủy
Tổng chiều dài 3,219 km; giới hạn độ sâu dưới 1,5m.

### Phà sông
The Pasig River Ferry Service là một dịch vụ phà sông phục vụ Metro Manila, nó cũng là dịch vụ vận chuyển đường thủy duy nhất trên sông Pasig. Toàn bộ hệ thống phà có 17 trạm hoạt động và 2 tuyến đường. Tuyến đầu tiên là Pasig River Line trải dài từ Mexico Plaza ở Intramuros, Manila tới trạm Nagpayong tại Pasig. Tuyến thứ hai là Marikina River Line chạy từ trạm Guadalupe tại Makati tới trạm Santa Elena ở Marikina.

### Dịch vụ phà

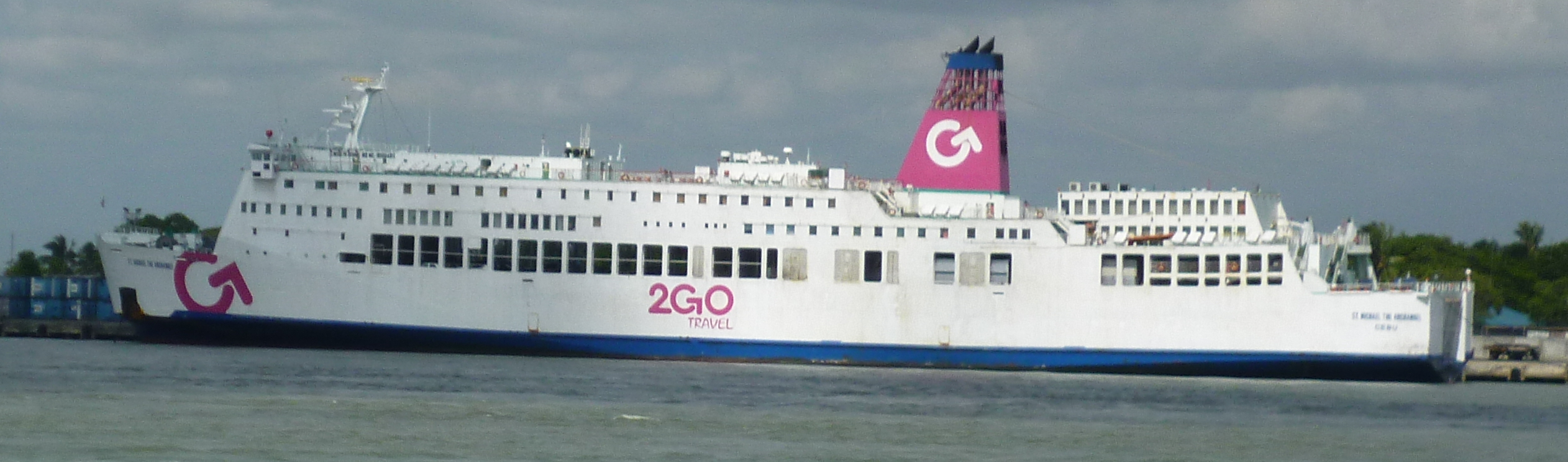
Phà liên đảo của 2GO Travel, cảng Iloilo, eo biển Iloilo, Iloilo City

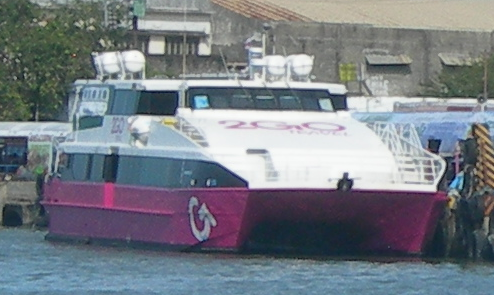
Phà catamaran 2GO Travel đến Bacolod trên sông Iloilo, Iloilo City

Bởi vì Philippines là một quốc đảo, dịch vụ phà là một phương tiện quan trọng trong giao thông vận tải. Một loạt các tàu đang được sử dụng, từ các tàu chở hàng lớn cho các tàu thuyền bơm nhỏ. Một số chuyến đi kéo dài trong một hoặc hai ngày trên các phà lớn như những phà của 2GO Travel trong khi các chuyến đi khác có thể ngắn hơn 15 phút trên các thuyền bơm nhỏ đi qua eo biển Iloilo.
Có rất nhiều các công ty vận tải biển ở Philippines. Các công ty đáng chú ý bao gồm 2GO Travel (kế tục Superferry vàNegros Navigation) và Trans-Asia Shipping Lines.

### Cảng đường thủy
Cảng đông đúc nhất là cảng Manila, đặc biệt là Manila International Cargo Terminal và Eva Macapagal Port Terminal, cả hai đều nằm trong khu vực bến tàu của Manila. Các thành phố khác với cảng và cầu tàu đông đúc bao gồm Bacolod, Batangas, Cagayan de Oro, Cebu, Davao, Butuan, Iligan, Iloilo, Jolo, Legazpi City, Lucena City, Puerto Princesa, San Fernando, Subic, Zamboanga, Cotabato City, General Santos, Allen, Ormoc, Ozamiz, Surigao và Tagbilaran. Hầu hết các cảng trên đều có Strong Republic Nautical Highway, một hệ thống đo lường trên biển được thực hiện dưới thời Tổng thống Gloria Macapagal Arroyo 
mà xe đi trên đất liền có thể sử dụng các phà roll-on / roll-off (ro-ro) băng qua các hòn đảo khác nhau.

## Giao thông đường không

### Sân bay
Manila, Iloilo, Cebu, Davao, Clark, Subic, và Laoag là các cửa ngõ hàng không quốc tế, với sân bay quốc tế Ninoy Aquino (NAIA) tại Manila là cửa ngõ hàng không chính của đất nước này.

### Dịch vụ hàng không

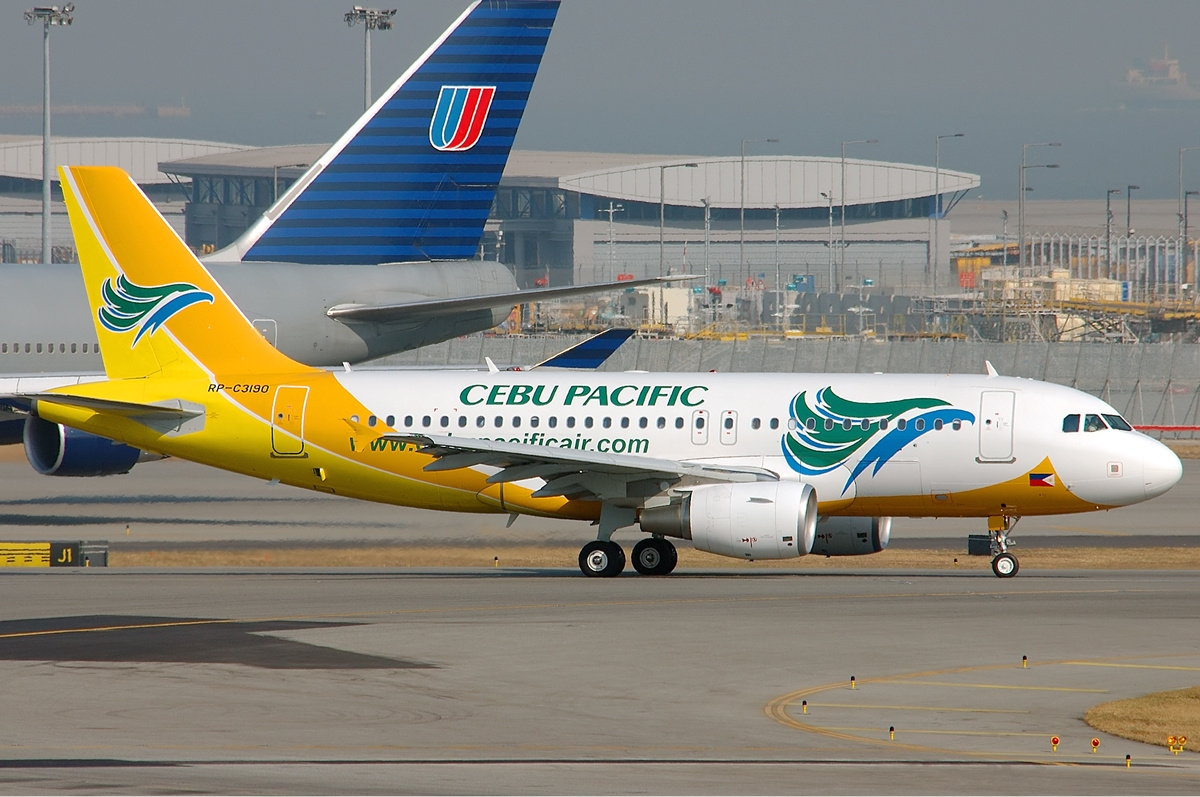
Cebu Pacific, hãng hàng không chi phí thấp hàng đầu nội địa.

Philippine Airlines (PAL) là hãng hàng không quốc gia của Philippines, và cũng là hãng hàng không thương mại đầu tiên của châu Á. Philippine Airlines là công ty hàng không lớn nhất của đất nước, nó có số lượng lớn nhất các chuyến bay quốc tế đến Philippines cũng như các chuyến bay nội địa. Philippine Airlines nối Manila với 48 thành phố ở 4 châu lục, và có các chuyến bay thường xuyên đến 41 điểm đến trong nước bên ngoài Manila. Philippine Airlines cũng phục vụ hai mươi điểm đến tại Philippines và 32 địa điểm nằm trong Đông Nam Á, Nam Á, Đông Á, châu Đại Dương và Bắc Mỹ.

## Jeepney

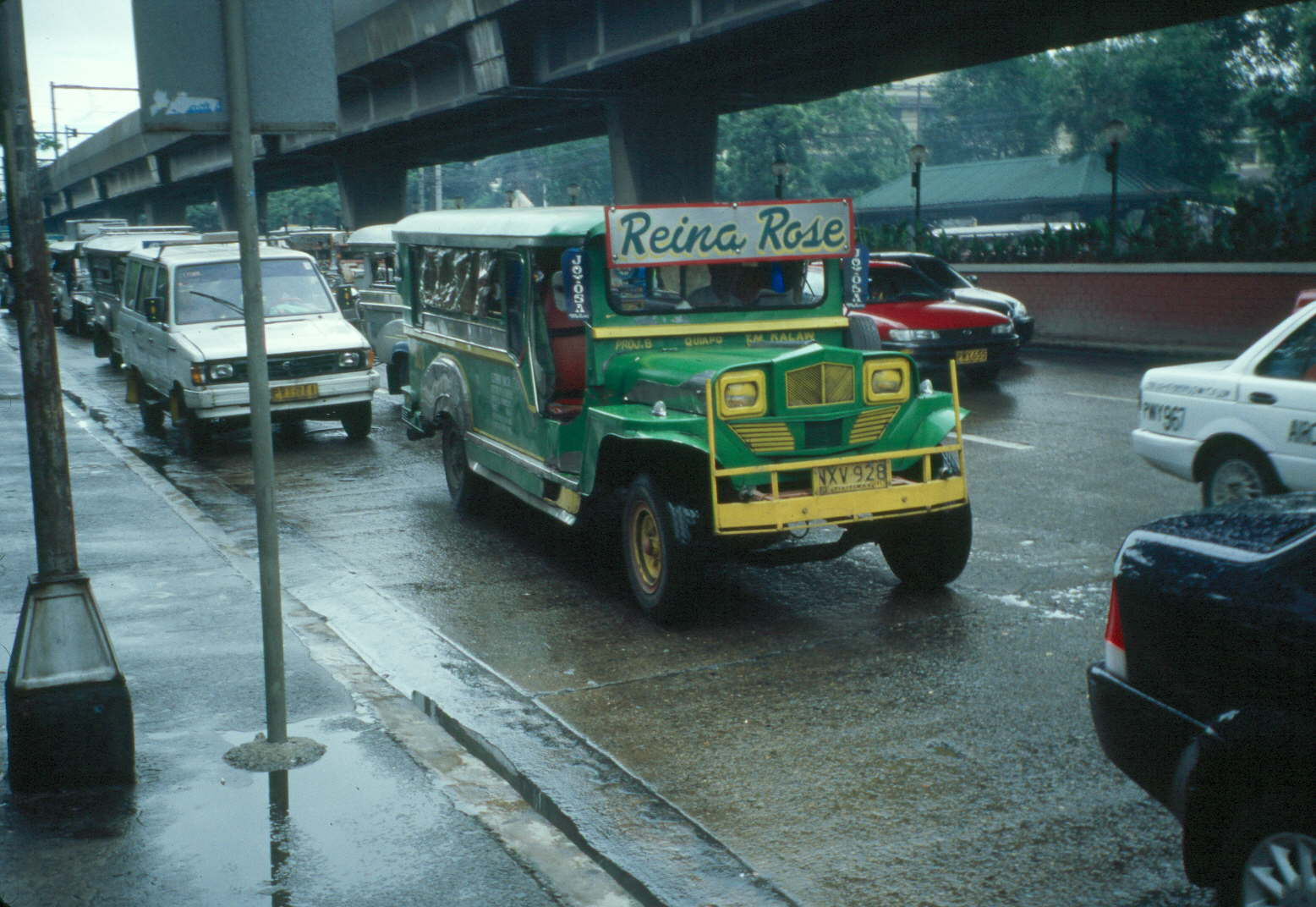
Jeepney tại Manila

Jeepney là phương tiện phổ biến nhất của giao thông công cộng tại Philippines. Chúng được chế tạo lại từ các xe jeep của Quân đội Mỹ để lại từ chiến tranh thế giới thứ hai và được biết đến với trang trí rực rỡ và chỗ ngồi đông đúc. Những chiếc xe này đã trở thành một biểu tượng phổ biến của văn hóa Philippines.